# Jan Jesenský (1904)

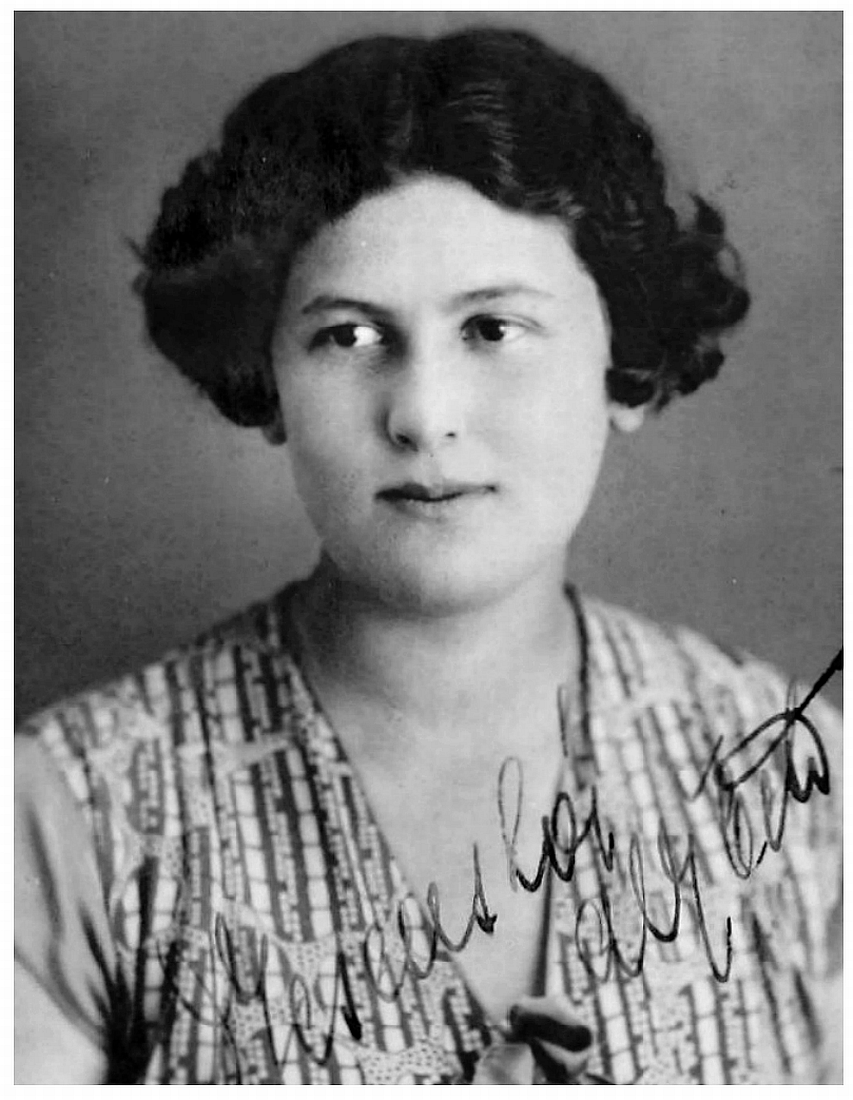
Jeho manželka MUDr. Alžběta Jesenská

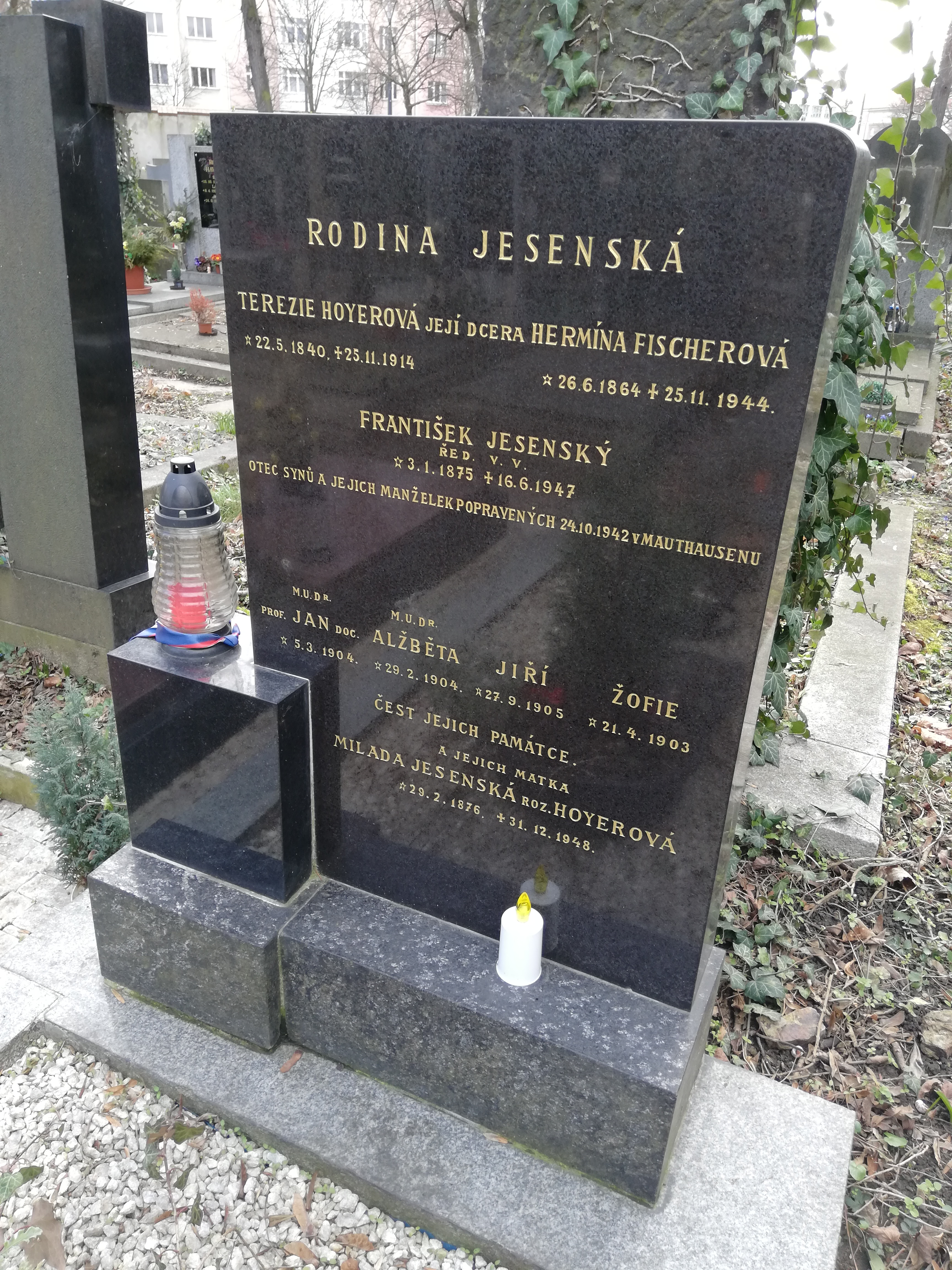
Symbolický hrob (kenotaf) rodiny Jesenských na Olšanských hřbitovech v Praze

Jan Jesenský (5. března 1904, Praha – 24. října 1942, Koncentrační tábor Mauthausen) byl docentem lékařské fakulty University Karlovy v Praze a bratrem šermíře, lékaře (stomatologa) a odbojáře MUDr. Jiřího Jesenského. Oba bratři Jan Jesenský a Jiří Jesenský byli bratranci novinářky, spisovatelky a překladatelky Mileny Jesenské.  Oba se stali stomatology a společně se zapojili aktivně do protinacistického odboje. Jan a Jiří Jesenští byli vzdálenými pokrevně příbuznými potomky lékaře Jána Jesenského (Jana Jessenia).  Strýcem Jana Jesenského byl profesor stomatologie a čelistní chirurg Jan Jesenský, který stál během 20. a 30. let 20. století v čele stomatologické zubní kliniky na Karlově univerzitě v Praze.

## Život

### Mládí a studia
Jan Jesenský se narodil 5. března 1904 v Praze manželům Františku a Miladě Jesenským . Po maturitě na smíchovském gymnáziu v roce 1922 studoval na Karlově univerzitě v Praze lékařství. Ještě jako medik požádal 19. ledna 1926 o to, aby mohl být (od 1. ledna 1926) demonstrátorem při zubní klinice (oddělení pro plombování zubů) české lékařské fakulty Karlovy university v Praze, bylo mu vyhověno a bylo mu též poukázáno roční stipendium 1 800 Kč. Po promoci (5. března 1927) absolvoval krátkou praxi (tři měsíce) jako operační elev na všeobecné chirurgii na Jiráskově klinice.

### Rodina
Se svojí budoucí manželkou (rovněž lékařkou) Alžbětou Guttmannovou se seznámil v roce 1930. Dva týdny po svatbě se novomanželé Jesenských přestěhovali do Skořepky číslo 2. (Dům měl dvě čísla popisná a jeho manželka v ulici za rohem s číslem 14 provozovala svoji zubní ordinaci.)

### Odborný růst
Po jednoroční vojenské prezenční službě byl dne 1. září 1929 jmenován asistentem, jímž byl až do zatčení gestapem v červnu roku 1942.  V průběhu své lékařské praxe přešel Jan na oddělení zubní protetiky, kde zastával funkci vedoucího. (Na stejné klinice jako MUDr. Jan Jesenský pracoval i jeho bratr MUDr. Jiří Jesenský, který se také věnoval zubní protetice ale ten na klinice zastával funkci vedoucího protetické laboratoře.)

### Docentura
Jan se věnoval i publikační činnosti a to jak v Československu, tak i v zahraničí. Do doby své habilitace (10. května 1937) vypracoval a uveřejnil celkem 13 odborných prací a napsal monografii „Porcelánové žaketové korunky“.  Jan Jesenský habilitoval (jako docent zubního lékařství) 10. května 1937 a to právě monografií o porcelánových korunkách. Od habilitace až do svého zatčení v červnu roku 1942 pracoval doc. MUDr. Jan Jesenský i nadále na zubní klinice jako zubní lékař a věnoval se hlavně vědeckým problémům v protetice. Každý rok publikoval několik přínosných odborných prací. Jako vedoucí asistent protetického oddělení se zasloužil o pozvednutí tohoto oboru až na světovou úroveň. Doc. Dr. Jan Jesenský byl nadějný stomatolog, iniciativní a pilný vědecký pracovník a muž ryzího charakteru.

### Protinacistický odboj

#### Parašutisté
Po příchodu parašutistů ze skupiny ANTHROPOID do Prahy (v lednu roku 1942) se kolem nich rozvinula rozsáhlá ilegální odbojová síť, do níž se zapojili také Jiří Jesenský a Žofie Jesenská. 

#### Jiří a Žofie Jesenští
Jiří Jesenský se seznámil s Josefem Gabčíkem a Josefem Valčíkem prostřednictví dobrovolné sestry Československého červeného kříže Anežky Zajíčkové  počátkem dubna roku 1942. Jiřího pomoc parašutistům spočívala nejen v materiální podpoře, ale protože byl Jiří majitelem osobního auta, mohl převážet parašutisty v podstatě nepozorovaně i po Praze a okolí. (Několikrát s výsadkáři zavítal do Štěchovic a do Jílového.) Jiří Jesenský v podpoře parašutistů pokračoval i poté co se tito ukryli v pravoslavném chrámu svatého Cyrila a Metoděje v Resslově ulici. A byl to právě Jiří Jesenský, kdo k odbojové činnosti přivedl i svého bratra Jana Jesenského. Bratři Jesenští (oba stomatologové) se začali více navštěvovat a z konspiračních důvodů jako alibi (aby četnější návštěvy nebyly nápadné) brával s sebou Jiří Jesenský i několik otisků zubních protéz pro případné zdůvodnění odborně–konzultačního účelu návštěvy. Podle svědectví Františka Jesenského, který v září 1945 na Ministerstvu národní obrany vypovídal o ilegální činnosti svých synů v protektorátu, oba jeho synové dodávali stravu a denní potřeby okénkem do kostela svatého Cyrila a Metoděje v Resslově ulici, kde byli všichni parašutisté až do jejich smrti ukrýváni. Jozef Gabčík po pohřbu Heydricha (9. června 1942 v Berlíně) nabízel Jiřímu Jesenskému převoz do Anglie, ale ten to odmítl s poukazem na rodiče, že by byli popraveni.

#### Jan a Alžběta Jesenští
Manželé Jan Jesenský a Alžběta Jesenská patřili do skupiny podporovatelů parašutistů operace Anthropoid, výsadkáře zásobovali potravinami, dodávali jim ošacení a zřejmě jim poskytovali i nezbytnou lékařskou péčí. Gestapo odhalilo jejich aktivity na základě zrady parašutisty a konfidenta gestapa Karla Čurdy.

#### Zatýkání, výslechy, věznění, ...
Během následující rozsáhlé vlny zatýkání byli gestapem zajištěni nejen bratři Jan Jesenský (zatčen 24. června 1942) a Jiří Jesenský (zatčen v ordinaci během 23. června 1942), ale též jejich manželky Alžběta Jesenská (zatčena asi týden po zatčení svého muže Jana – 1. července 1942 – historické zdroje se zde rozcházejí) a Žofie Jesenská (zatčena 23. června 1942 večer po příjezdu z Moravy). (Jen díky mlčenlivosti zatčených synů Jana a Jiřího (a jejich manželek) nebyli zatčeni jejich rodiče František Jesenský ani Milada Jesenská. Přesto byli nadále sledování německými bezpečnostními složkami.) Po výsleších v pražském sídle gestapa v Petschkově paláci byli zadržení manželé odvezení v září 1942 do věznice pražského gestapa – do malé pevnosti v Terezíně. K trestu smrti byli odsouzeni stanným soudem v nepřítomnosti koncem září 1942 za spolupráci s výsadkem Anthropoid a Silver A Z Terezína pak byli deportováni do koncentračního tábora Mauthausen. Dne 24. října 1942 bylo v tomto koncentračním táboře nacisty zavražděno na 262 československých vlastenců, kteří podporovali paravýsadky z první vlny výsadků z let 1941 a 1942. Oba manželské páry Jesenských byly mezi nimi. 

### Po 2. sv. válce
Po druhé světové válce byl soukromý docent MUDr. Jan Jesenský dne 2. června 1948 jmenován (in memoriam) prezidentem dr. Edvardem Benešem mimořádným čestným univerzitním profesorem pro obor zubní lékařství. 

## Pamětní deska

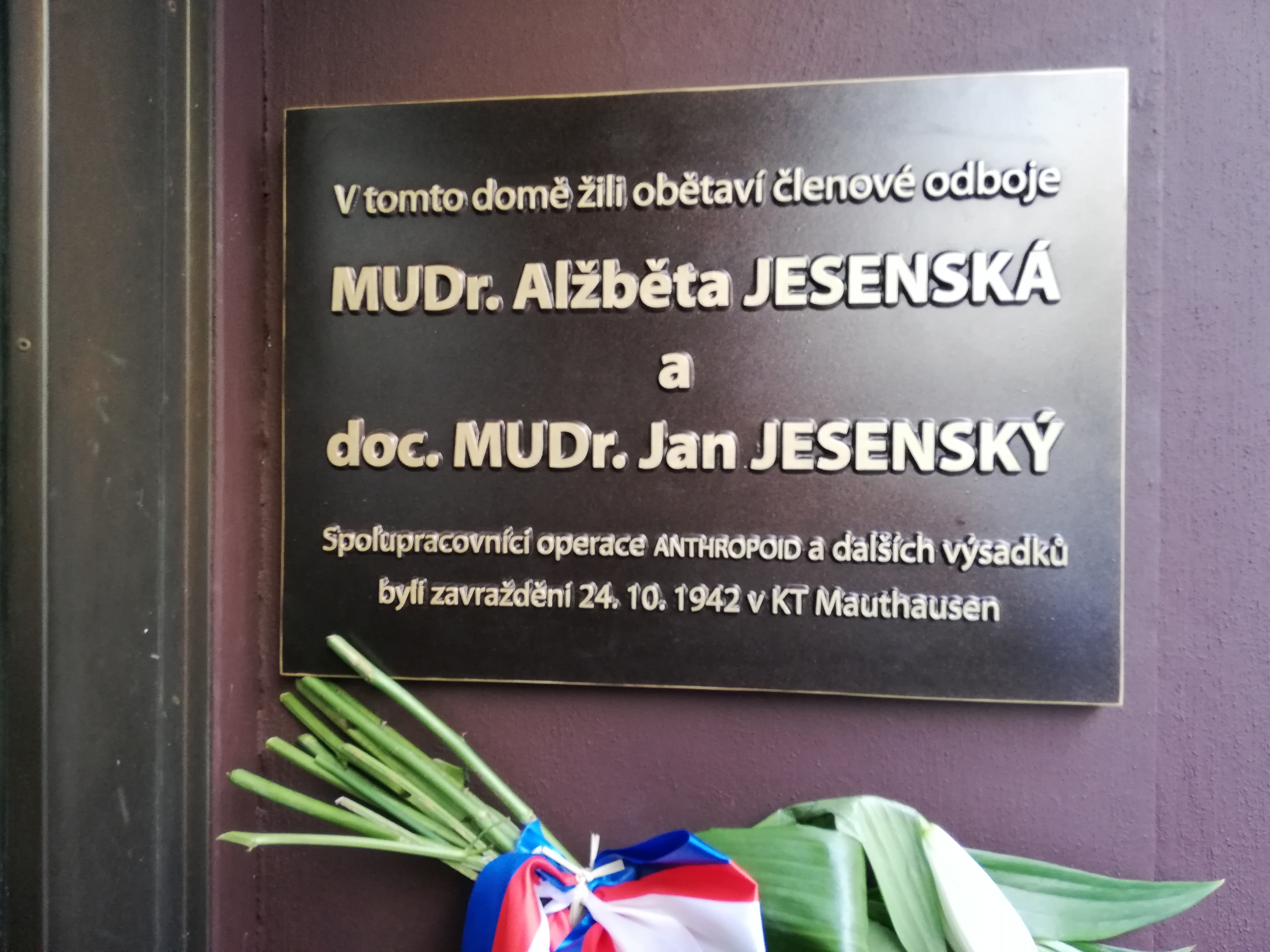
Pamětní deska připomínající Jana a Alžbětu Jesenských (ulice Skořepka, Praha)

V sobotu dne 19. října 2019 byla na domě v centru Prahy na Starém Městě na adrese: Skořepka 355/2 odhalena pamětní deska (plaketa) připomínající účastníky protinacistického odboje doc. MUDr. Jana Jesenského a jeho manželku MUDr. Alžbětu Jesenskou. Odhalení desky uspořádala „Iniciativa A“ ve spolupráci s Československou obcí legionářskou a s Rotou Nazdar. Na pamětní desce je nápis: „V tomto domě žili obětaví členové odboje / MUDr. Alžběta JESENSKÁ / a / doc. MUDr. Jan JESENSKÝ // Spolupracovníci operace ANTHROPOID a dalších výsadků / byli zavraždění 24. 10. 1942 v KT Mauthausen“ 

## Další upomínky na Jesenské
- Jména Jana a Jiřího Jesenského a jejich manželek (Jesenská Alžběta MUDr. *29. 2. 1904, Jesenská Žofie roz. Vojtová *21. 4. 1903, Jesenský Jan Mudr. doc. *5. 3. 1904, Jesenský Jiří *27. 9. 1905) jsou uvedena na pomníku spolupracovníků parašutistů a jejich rodinných příslušníků, kteří byli popraveni v německém koncentračním táboře Mauthausenu. V lednu 2011 byl slavnostně odhalen na terase kostela sv. Cyrila a Metoděje v Resslově ulici.[9]
- V knihovně Stomatologické kliniky v Kateřinské ulici v Praze je umístěna mramorová pamětní deska, která připomíná doc. MUDr. Jana Jesenského (mladšího).[6]
- V laboratořích České stomatologické kliniky byla (v druhé polovině roku 2019) odhalena pamětní deska MUDr. Jiřímu Jesenskému.[6]
- V červnu roku 2017 byla manželům MUDr. Jiřímu a MUDr. Žofii Jesenské odhalena na domě v Resslově ulici číslo 7 (číslo popisné 1939), kde žili před zatčením, pamětní deska.
- V roce 2020 Česká stomatologická komora adoptovala (v rámci akce Adopce významných hrobů) symbolický hrob (kenotaf) rodiny Jesenských na Olšanských hřbitovech v Praze (Část IX., oddělení 3a, číslo hrobu 247).[10][11]